# Cryptocteniza kawtak
 (octobre 2020).
Cryptocteniza
Genre
Espèce
Cryptocteniza kawtak, unique représentant du genre Cryptocteniza, est une espèce d'araignées mygalomorphes de la famille des Euctenizidae.

## Distribution
Cette espèce est endémique de Californie aux États-Unis,. Elle se rencontre dans le comté de Monterey sur la plage d'État de Moss Landing (en).

## Description
La carapace du mâle holotype mesure 3,29 mm de long sur 3,28 mm et la carapace de la femelle paratype mesure 5,58 mm de long sur 5,23 mm.

## Publication originale
- (en) Jason E. Bond, Chris A. Hamilton, Rebecca L. Godwin, Joel M. Ledford et James Starrett, « Phylogeny, Evolution, and Biogeography of the North American Trapdoor Spider Family Euctenizidae (Araneae: Mygalomorphae) and the Discovery of a New ‘Endangered Living Fossil’ Along California’s Central Coast », Insect Systematics and Diversity, OUP, vol. 4, no 5,‎ 1er septembre 2020 (ISSN 2399-3421, DOI 10.1093/ISD/IXAA010, lire en ligne).